# Carl Bovallius
Carl Erik Alexander Bovallius (även Bowallius), född den 31 juli 1849 i Stockholm, död den 8 november 1907 i Georgetown, Brittiska Guyana (begraven på kyrkogården Le repetidor) var en svensk naturvetenskapsman.

## Biografi
Carl Bovallius, son till Robert Mauritz Bowallius, föddes 1849. Han inledde sina studier i Uppsala 1868 och 1875 blev han filosofie doktor på avhandlingen Embryologiska studier. 1. Om balanidernas utveckling. Han utnämndes samma år till docent samt amanuens vid zoologiska museet och zootomiska laboratoriet. Åren 1889 och 1891 innehade han professuren i zoologi. Han var 1893-1896 inspektor för Biologiska museet, Stockholm, vid vars bildande han verksamt tagit del. 

## Vetenskapliga resor

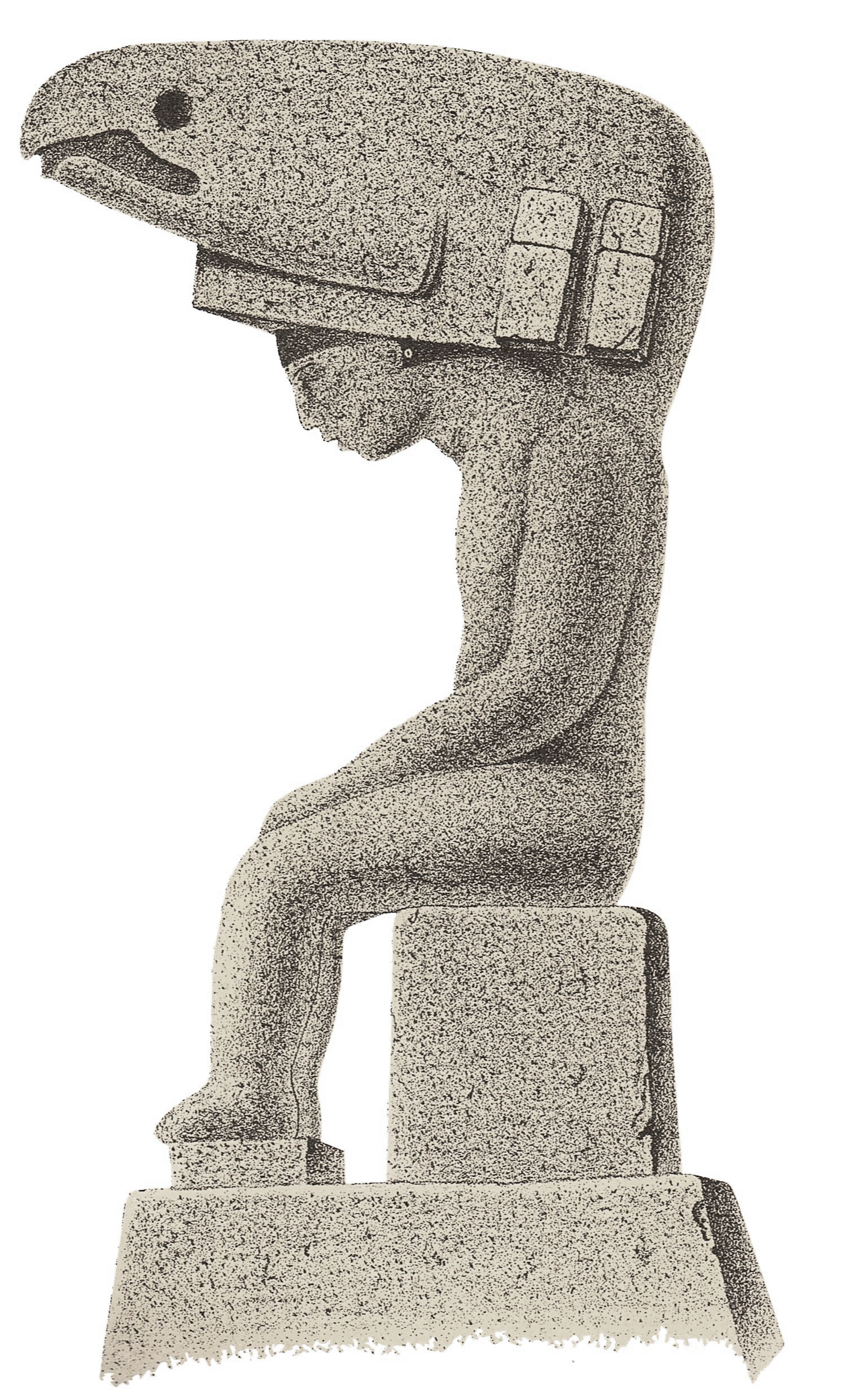
Skiss av staty på ön Zapatera, från Carl Bovallius bok om förkolombianska fornlämningar i Nicaragua.

I vetenskapligt syfte företog Bovallius flera resor, dels längs Sveriges och Norges kuster, dels till många av Europas länder. Åren 1882–1883 uppehöll han sig i Västindien, Centralamerika och norra Sydamerika för zoologiska, arkeologiska och etnografiska studier. Bland annat undersökte han de förkolumbianska fornlämningarna på vulkanöarna Zapatera och Ometepe i Nicaraguasjön, vilket resulterade i den för Nicaraguas historia viktiga boken Nicaraguan antiquities.
Mellan 1888 och 1893 gjorde Bovallius flera vidsträckta fotresor i Lappland och andra delar av Norrland för att studera skogsförhållandena där. 
Åren 1897–1900 företog han, för ett engelskt bolags räkning, vidsträckta resor i Venezuela, Guyana, Brasilien, Västindien och Centralamerika för undersökning av kautsjuksskogar. På Trinidad grundade han 1901 en plantage för odling av kautsjuk. År 1904 gjorde han nya resor i Brasilien och Guyana, där han dog 1907. 

## Vetenskapliga uppdrag
Bovallius var 1892-93 kommissarie för den svenska avdelningen av Columbusutställningen i Madrid. Det prisbelönta svenska bidraget innehöll bland annat ett urval av Bovallius' samlingar. Ett år senare var han generalsekreterare vid den 10:e amerikanistkongressen i Stockholm. 

## Arkiv
De etnografiska och arkeologiska samlingarna från han resor i Central- och Sydamerika finns på Etnografiska museet i Stockholm.

### Översättningar
Bovallius översatte ett stort antal dramatiska arbeten, de flesta otryckta, såsom José Echegarays Mariana (1894), Med samma vapen (1895) och Offrad (1896) samt Jonas Lies Glada fruar (1895), samtliga uppförda på Dramatiska teatern i Stockholm.